# Hymenophyllum marginatum
Espèce
Hymenophyllum marginatum est une espèce de fougères australiennes de la famille des Hyménophyllacées.
Synonymes : Craspedophyllum marginatum (Hook. & Grev.) Copel., Pachyloma marginata (Hook. & Grev.) Bosch.

## Description
Hymenophyllum marginatum appartient au sous-genre Hymenophyllum.
Cette espèce a les caractéristiques suivantes :
- son rhizome est long et filiforme ;
- les frondes, de moins d'une dizaine de centimètres de long, comportent un limbe formé généralement de deux segments simples, lancéolés ;
- chaque segment fertile porte un unique sore terminal à son extrémité ;
- l'indusie, englobant complètement les sporanges, a deux lèvres ;
- tout le limbe ainsi que les lèvres de l'indusie sont bordés d'un renflement analogue à une nervure, particularité source de l'épithète spécifique.

## Distribution
Cette espèce, terrestre, est présente en Australie (Nouvelle Galles du Sud, Tasmanie).